# Cárdenas (San Luis Potosí)
Cárdenas – meksykańskie miasto położone we wschodniej części stanu San Luis Potosí, siedziba władz gminy o tej samej nazwie.

## Położenie
Miasto leży w odległości około 140 km na wschód od stolicy stanu San Luis Potosí, około 15 km na południe od Alaquines, w górach Sierra Madre Wschodnia, kilka kilometrów od granicy ze stanami Querétaro i Hidalgo.